# Antonio Giolitti

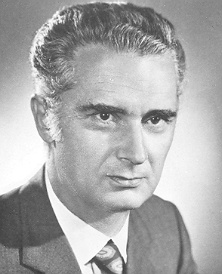
Antonio Giolitti

Antonio Giolitti (* 12. Februar 1915 in Rom; † 8. Februar 2010 ebenda) war ein italienischer Politiker.
Der Enkel des liberalen Regierungschefs Giovanni Giolitti legte 1940 ein juristisches Examen ab und schloss sich den Kommunisten (PCI) im Untergrund an. 1941 wurde er verhaftet, jedoch vom Tribunale Speciale per la sicurezza dello Stato später aus Mangel an Beweisen freigesprochen.
1946 wurde er zum Mitglied der verfassungsgebenden Versammlung gewählt. Er war von 1948 bis 1957 Abgeordneter der PCI. Er verließ 1957 wegen des Ungarnaufstandes von 1956 den PCI und trat den Sozialisten (Partito Socialista Italiano) bei, für die er zwischen 1958 und 1976 als Abgeordneter wiedergewählt wurde.
Giolitti war Haushaltsminister von 1963 bis 1964, von 1969 bis 1972 und von 1973 bis 1974 in den Mitte-links-Regierungen (compromesso storico) unter Moro, Rumor und Emilio Colombo. Giolitti war einer der Schöpfer des Wirtschaftsprogramms. Von 1977 bis 1985 war er EG-Kommissar für Regionalpolitik.
Nach einer Auseinandersetzung mit Bettino Craxi verließ er 1985 die PSI. 1987 wurde er unabhängiger Senator für die PCI-PDS. Am Ende der Legislaturperiode 1992 zog er sich aus der aktiven Politik zurück, um sich der Literatur zu widmen. Unter anderem veröffentlichte Antonio Giolitti 1992 Lettere a Marta (Il Mulino), ein autobiografisches Werk der Reflexion und persönlicher Aufzeichnungen.